# Ếch sừng Argentina
Ếch sừng Argentina (tên khoa học Ceratophrys ornata), cũng gọi là ếch mỏ rộng Argentina hoặc ếch Pacman, là loài ếch sừng phổ biến nhất, từ những khu rừng mưa của Argentina, Uruguay và Brazil. Nó là loài phàm ăn, nó sẽ cố gắng nuốt bất cứ thứ gì chuyển động gần miệng rộng của nó, chẳng hạn như côn trùng, và động vật gặm nhấm, thằn lằn và ếch. Đặc điểm nổi bật nhất loài ếch này là miệng của nó, chiếm khoảng một nửa kích thước tổng thể của nó. Màu sắc thường là màu xanh lá cây tươi sáng với những mảng màu đỏ, mặc dù màu xanh đậm, cũng có con màu đen và bạch.
Con cái có thể dài tới 16,5 cm từ mỏ đến đít và con đực dài 11,5 cm. Tuổi thọ 6-7 năm, tuy nhiên chúng có thể sống thọ 10 năm trong điều kiện nuôi nhốt. Nó sống ở quanh các vùng Bắc Mỹ vá Nam mỹ tùy theo điều kiện tự nhiên và môi trường của từng con.Loài ếch sừng này nuôi rất phổ biến

## Hình ảnh

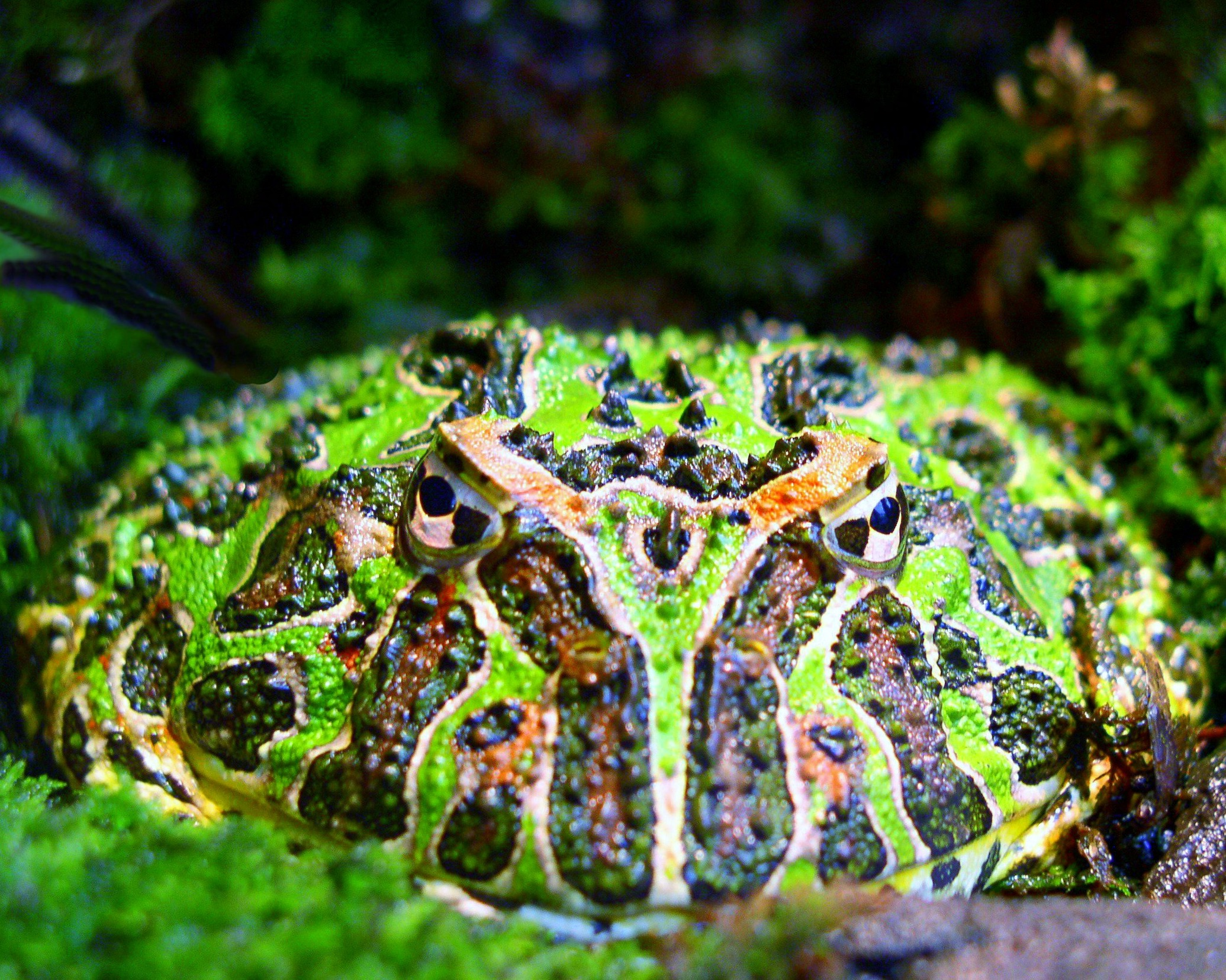
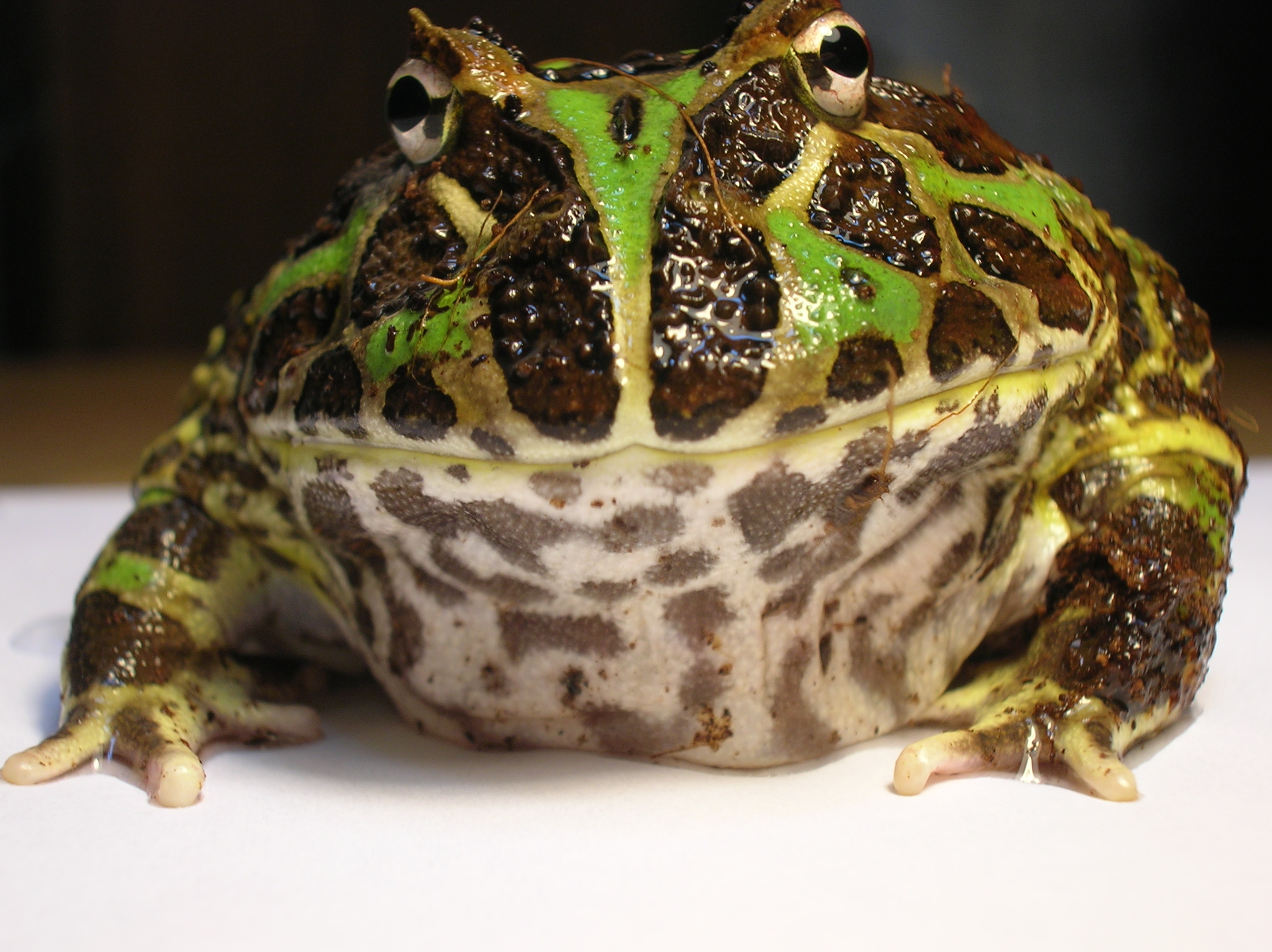
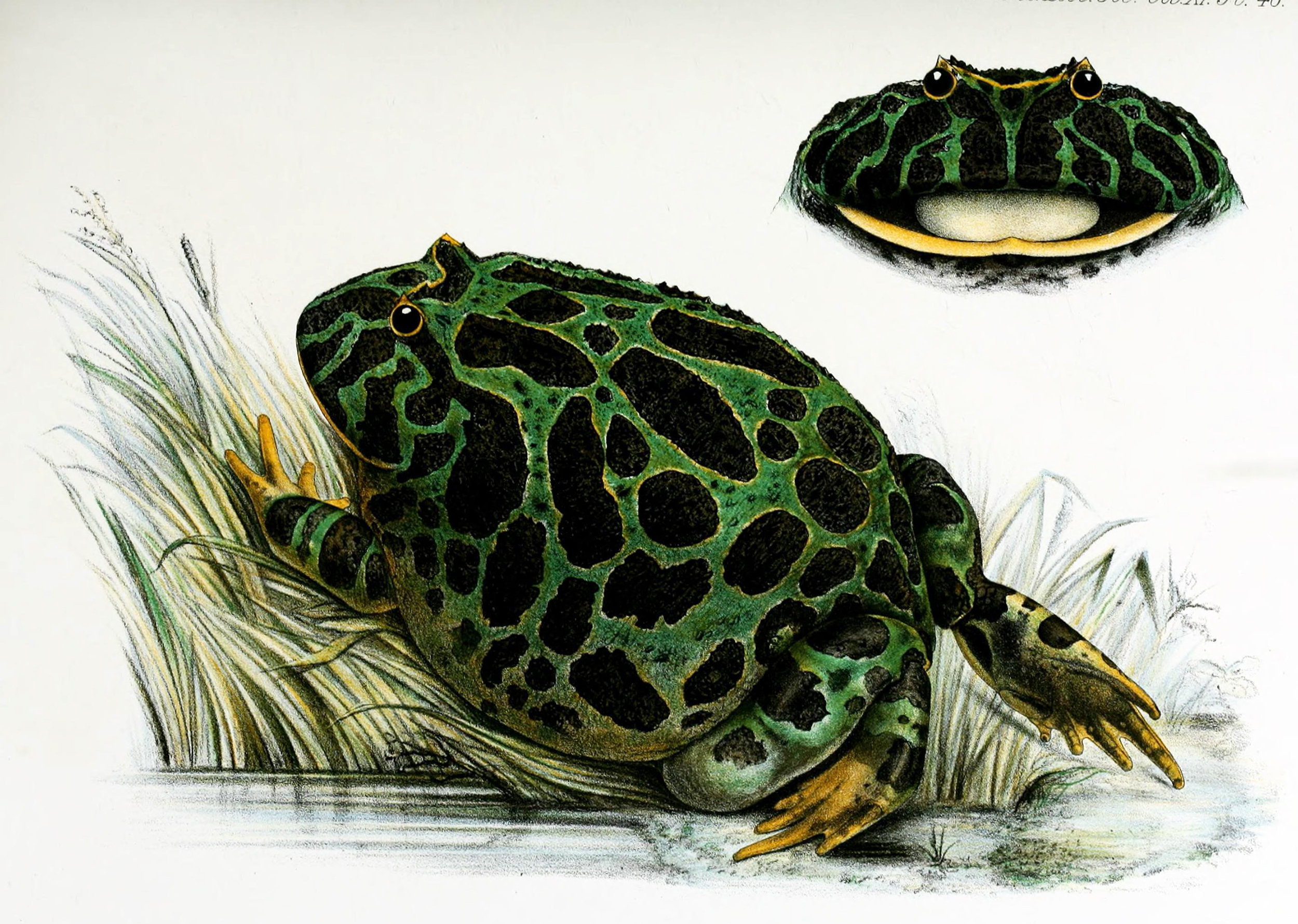
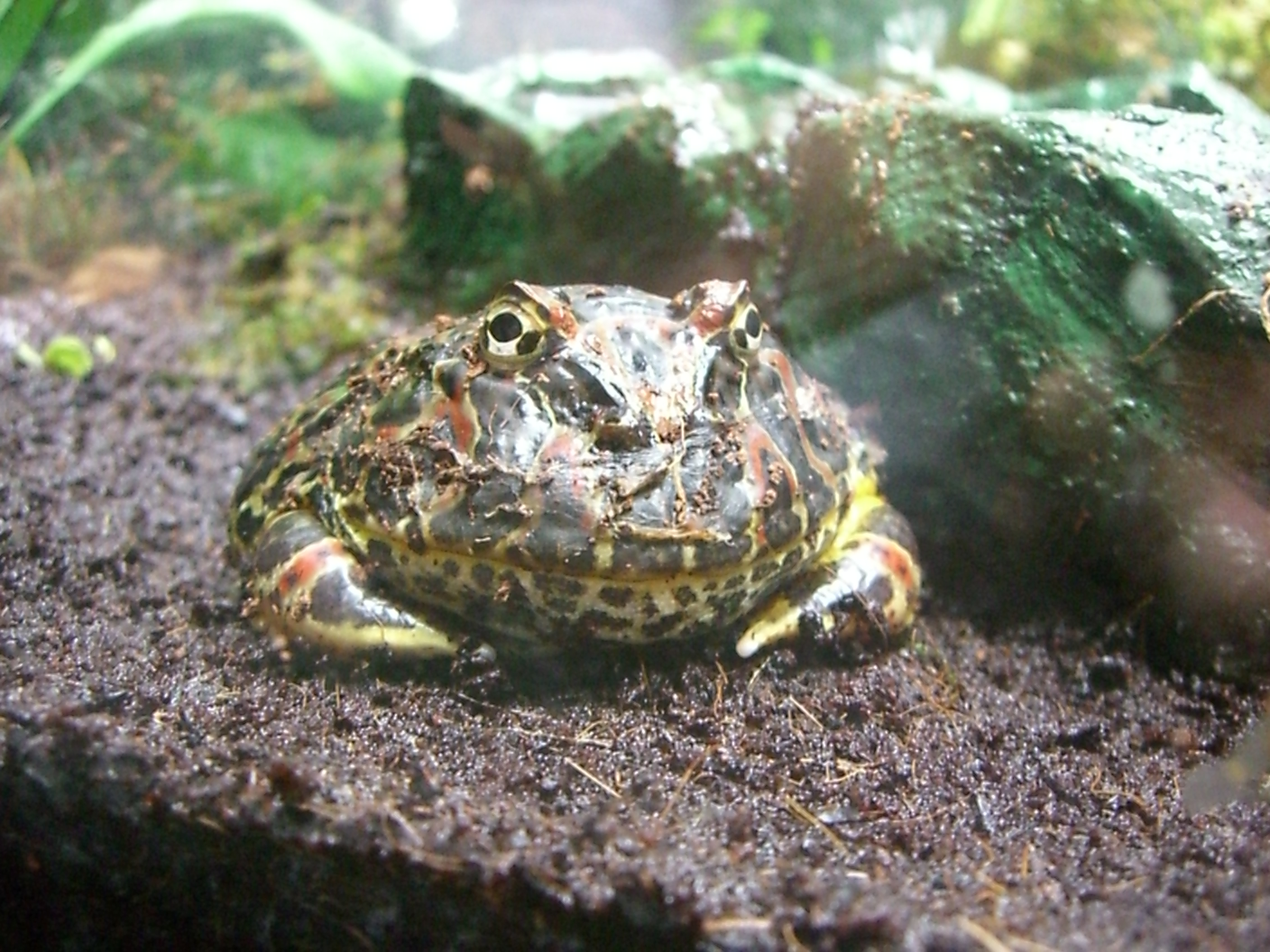